# Ellsworth (Kansas)
Ellsworth é uma cidade localizada no estado americano de Kansas, no Condado de Ellsworth.

## Demografia
Segundo o censo americano de 2000, a sua população era de 2965 habitantes.
Em 2006, foi estimada uma população de 2885, um decréscimo de 80 (-2.7%).

## Geografia
De acordo com o United States Census Bureau tem uma área de
5,4 km², dos quais 5,4 km² cobertos por terra e 0,0 km² cobertos por água. Ellsworth localiza-se a aproximadamente 483 m acima do nível do mar.

## Localidades na vizinhança
O diagrama seguinte representa as localidades num raio de 28 km ao redor de Ellsworth.